# Christian Nikolaus Schnittger
Christian Nikolaus Schnittger (* 11. Juni 1832 in Schleswig; † 20. März 1896 ebenda) war ein deutscher Maler, Zeichner und Fotograf.

## Leben

### Familie
Christian Nikolaus Schnittger war der Sohn von Hans Nikolaus Schnittger, Schiffer, Krämer und Kerzenfabrikant; sein älterer Bruder war:
- Hans-Joachim Otto Schnittger (* 28. Februar 1827; † 1913), Hauptpastor im Schleswiger Dom,[1] verheiratet mit Doris Schnittger.

Seine Tante war die Schleswiger Wachsbildnerin Charlotte Sager.
Er blieb unverheiratet.

### Werdegang
Nach dem frühen Tod seines Vaters führte er zunächst die Lichtgießerei (Kerzenfabrikation) weiter. Als der Familienbetrieb jedoch wegen der Einführung von Petroleumlampen zurückging, wagte er um 1865 den Sprung zur Lichtbildnerei, einer revolutionären Neuentwicklung, die er erstmals in Schleswig einführte.
Er eröffnete in seinem Elternhaus im Stadtweg ein Atelier für Fotografie, das gut frequentiert wurde. Zu seinen Kunden gehörten unter anderem französische Soldaten, die 1870/1871 während des Deutsch-Französischen Kriegs als Kriegsgefangene in Schleswig untergebracht waren, sich aber auf Ehrenwort frei bewegen durften.
Er wurde auch als „Bildberichterstatter des städtischen Lebens Schleswigs“ bezeichnet, weil er nicht nur fotografierte, sondern auch Zeichnungen und Aquarelle erstellte. Er dokumentierte nicht nur Bauwerke, sondern auch Genre-Ansichten aus dem städtischen Leben.
1890/1891 veröffentlichte er im Eigenverlag zwei Bände mit historischen Denkwürdigkeiten sowie eigenen Erinnerungen; Die Erinnerungen eines alten Schleswigers wurden 1904 von seinem Freund Heinrich August Christian Philippsen neu herausgegeben, in diesen beschrieb er unter anderem die Auswirkungen des Ostseesturmhochwassers 1872 in Schleswig.
Christian Nikolaus Schnittger gehörte 1879 zu den Gründern des Altertumsvereins für Schleswig und Umgebung, aus dem das heutige Stadtmuseum Schleswig wurde. Viele Jahre war er Vorsitzender des Vereins, der ihn zum Ehrenmitglied ernannte.
Er wurde auf dem neuen Domfriedhof beigesetzt.

## Schriften (Auswahl)
- Die Erinnerungen eines alten Schleswigers. Schleswig 1890–1891.

## Werke
- Schleswig, Rundblick von Holm aus (Aquarell). 1865.[4]